# Курна
Курна (на гръцки: λίμνη Κουρνά) е единственото сладководно езеро на остров Крит, Гърция. Разположено е на източните склонове на хребета Лефка Ори, на 48 км югоизточно от град Ханя, близо до град Георгиуполи и село Курна. В административен план се намира в община Апокоронас на ном Ханя, близо до границата с ном Ретимно. 

## Етимология
През Средновековието езерото се нарича Корисия (на гръцки: Λιμνη Κορησσία), тъй като наблизо е имало храм, построен в чест на Атина от Корисия. Настоящото име „Курна“ се превежда от арабски като „езеро“.

## Описание
Езерото има периметър около 3,5 km и площ малко над 1,2 km²; най-голямата му дълбочина е 25 m. Територията на езерото е защитена – езерото Курна е включено в Европейската програма за опазване на природните красоти и екология „Натура 2000”. В него живеят костенурки.
От югозападната страна на езерото има природен резерват, а на юг от него се намира пещерата Курна, открита през 1961 г. Пещерата има няколко входа на различни нива.